# 牟田高惇
牟田 高惇　むた たかあつ　天保元年（1830年)11月24日
ー 明治23年（1890年）12月8日は、幕末から明治時代の剣術家。通称は文之助。

## 生涯
天保元年（1830年）11月24日、肥前の佐賀藩の鉄人流剣術師範役・吉村市郎右衛門惟章の次男として生まれ、牟田家の養子となる。実父の吉村と、同じく鉄人流師範の内田庄右衛門良興の二人から剣術を学ぶ。
天保7年（1836年）、牟田家の家督を相続。
嘉永5年（1852年）6月、吉村より「二刀流秘伝の巻」を伝授され、内田より鉄人流剣術の全てを相伝される。
当時、佐賀藩では剣術、槍術、文学の修行のため藩士を選抜して年単位で藩外に修業に出すことが行われており、高惇も佐賀藩主鍋島斉正（直正）の藩命により、嘉永6年（1853年）9月27日より安政2年（1855年）9月まで廻国修行に出た。なお、このときの廻国のルートは、3年前に、時習館 (熊本藩)の剣術師役で二天一流の山東半兵衛の門弟宮崎政賢が、師山東半兵衛の子息で後に自習館（熊本藩）の剣術師役となる山東新十郎清武とともに行った、廻国修行ルートと重なる部分が多い。
嘉永6年12月に江戸を訪れたが、黒船来航により翌月の嘉永7年1月、佐賀藩江戸屋敷の警護を命じられる。その間に江戸の剣術道場を訪ね試合をした。
練兵館（神道無念流）では斎藤新太郎、斎藤歓之助や桂小五郎らと試合をし、新太郎とは他藩への紹介状を書いてもらうなどその後も交友が続いた。士学館（鏡新明智流）では、上田馬之助ら門人と試合をしたが、桃井春蔵が体調不良とのことで春蔵とは試合ができなかった。その他、男谷道場（直心影流）でも男谷信友や門人らと立ち合い、道場主の男谷の剣技に感心している。
同年5月、警護任務を解かれ廻国修行を再開し、同年6月、村上藩士・宮川唯右衛門より両剣時中流を学び、両剣時中流の免許を受けている。この両剣時中流は鉄人流開祖・青木休心の弟子が開いた流派である。
嘉永7年（1854年）8月に再び江戸を訪れ、同年10月から千葉栄次郎（北辰一刀流）に何度も試合を申し込むが、その度に「今日の稽古は終わった」とか「体調不良」などと理由をつけて断られ、千葉栄次郎とは試合ができなかったという。このことを高惇は日記で「腰抜けの極み」と栄次郎を罵倒している。
安政2年（1855年）8月30日から9月3日まで肥前の大村に滞在し、大村藩に仕官していた斎藤歓之助と再会し一緒に稽古した。
元治元年（1864年）8月、第一次長州征討に従軍した。
慶応4年（1868年）、会津戦争に従軍した。
明治7年（1874年）、佐賀の乱で反乱軍に加わったため、乱の終結後、士族身分剥奪の上、懲役3年の判決を受け服役したが、明治9年（1876年）4月、病気のため釈放された。
明治22年（1889年）5月、大日本帝国憲法発布に伴う大赦を受け、内乱に関する罪が消滅した。翌23年（1890年）12月8日、61歳で病没した。佐賀神野村潮音寺に葬る。（法名）洞察院達譽高惇居士。

## その他
- 高惇の廻国修行中の日記『諸國廻歴日錄』は、佐賀県立図書館が所蔵している他、『随筆百花苑』巻13に収録されている。
- 『諸國廻歴日錄』と共に『武名錄』（巻五のみは「英名錄」）と題する5冊が伝存する。修行中、各地で手合せをした剣士の名録で、帰藩後の報告書の意味も兼ねたものとされる[5] [1]。
- 『日録』において、多くの他流派に厳しい評価を与えているが、神道無念流と津田一伝流の使い手に関しては（多くの場合、7、8割がた自分が勝っていたと記しているものの）比較的高い評価をしている。
- 『日録』内で、祭りで浮かれた秋田藩士の身なりを見て、こんな武士は武士ですらない旨の酷評を記している。
- 『日録』によれば、松前藩まで修行しに行こうと決めるも道中で異国船事情を聞かされ、断念している。従って、高惇の武者修行の旅は東北北部止まりとなった。